# Crambidae
Crambidae är en familj av fjärilar. Crambidae ingår i överfamiljen Pyraloidea, ordningen fjärilar, klassen egentliga insekter, fylumet leddjur, och riket djur. Enligt Catalogue of Life omfattar familjen Crambidae 13082 arter. 

## Dottertaxa till Crambidae, i alfabetisk ordning[1][2]
- Abegesta
- Aboetheta
- Acellalis
- Acentria
- Achantodes
- Achyra
- Acicys
- Acropentias
- Adelpherupa
- Adoxobotys
- Aediodina
- Aeglotis
- Aenigmodes
- Aeolopetra
- Aeolosma
- Aeschremon
- Aethaloessa
- Aethiophysa
- Aetholix
- Agassiziella
- Agastya
- Agathodes
- Aglaops
- Agrammia
- Agrioglypta
- Agriphila
- Agriphiloides
- Agrotera
- Aiyura
- Alatuncusia
- Alatuncusiodes
- Algedonia
- Alloperissa
- Almita
- Almonia
- Ambahona
- Ambia
- Ametrea
- Amselia
- Anaclastis
- Anageshna
- Analcina
- Analyta
- Anamalaia
- Anania
- Anarmodia
- Anarpia
- Anatralata
- Ancylolomia
- Ancyloptila
- Ancylostomia
- Angustalius
- Anomocrambus
- Antigastra
- Antiscopa
- Aphrophantis
- Aphytoceros
- Apilocrocis
- Aplectropus
- Apoblepta
- Apogeshna
- Aponia
- Araeomorpha
- Archernis
- Arenochroa
- Argentochiloides
- Argyractis
- Argyractoides
- Argyrarcha
- Argyria
- Argyrophorodes
- Argyrostola
- Aristebulea
- Arthroschista
- Arxama
- Asciodes
- Asparagmia
- Asphadastis
- Asturodes
- Ategumia
- Atelocentra
- Atomoclostis
- Atomopteryx
- Atralata
- Auchmophoba
- Aulacodes
- Aulacoptera
- Aureocramboides
- Aureopteryx
- Aurorobotys
- Aurotalis
- Australargyria
- Autarotis
- Authaeretis
- Autocharis
- Auxolophotis
- Azochis
- Balaenifrons
- Banepa
- Barisoa
- Batiana
- Beebea
- Betousa
- Bicilia
- Blechroglossa
- Blepharucha
- Bleszynskia
- Bocchoris
- Bocchoropsis
- Boeotarcha
- Botyodes
- Bradina
- Brevicella
- Brihaspa
- Burathema
- Burmannia
- Cacographis
- Cadarena
- Caffrocrambus
- Calamochrous
- Calamoschoena
- Calamotropha
- Callibotys
- Callilitha
- Caloptychia
- Camptomastix
- Cangetta
- Canuza
- Capparidia
- Caprinia
- Caradjaina
- Carectocultus
- Carminibotys
- Catagela
- Catancyla
- Catapsephis
- Catharylla
- Catoptria
- Centropseustis
- Ceratarcha
- Ceratocilia
- Cereophagus
- Cervicrambus
- Ceuthobotys
- Chalcidoptera
- Chalcoela
- Charltona
- Charltoniada
- Cheloterma
- Chilandrus
- Chilo
- Chilochroma
- Chilochromopsis
- Chilocorsia
- Chilomima
- Chilopionea
- Chilozela
- Chionobosca
- Chiqua
- Chloephila
- Chlorobapta
- Choristostigma
- Chrismania
- Chromodes
- Chrysendeton
- Chrysobotys
- Chrysocrambus
- Chrysophyllis
- Chrysoteuchia
- Chrysothyridia
- Cilaus
- Ciraphorus
- Circobotys
- Cirrhochrista
- Cissachroa
- Clarkeia
- Classeya
- Clatrodes
- Cleoeromene
- Clepsicosma
- Cleptotypodes
- Cliniodes
- Clupeosoma
- Cnaphalocrocis
- Coelobathra
- Coelorhyncidia
- Coenostolopsis
- Colomychus
- Compacta
- Compsophila
- Conchylodes
- Condylorrhiza
- Coniesta
- Conocramboides
- Conocrambus
- Conotalis
- Contiger
- Contortipalpia
- Coptobasis
- Coptobasoides
- Coremata
- Cornifrons
- Corynophora
- Cosipara
- Cosmopterosis
- Cotachena
- Crambixon
- Crambus
- Criophthona
- Crocidolomia
- Crocidophora
- Crypsiptya
- Cryptobotys
- Cryptographis
- Cryptosara
- Culladia
- Culladiella
- Cuneifrons
- Cybalomia
- Cyclocausta
- Cydalima
- Cylindrifrons
- Cymbopteryx
- Cymoriza
- Cynaeda
- Cypholomia
- Cyrtogramme
- Dasyscopa
- Daulia
- Dausara
- Davana
- Deana
- Deanolis
- Decelia
- Deltobotys
- Demobotys
- Dentifovea
- Desmia
- Deuterophysa
- Diacme
- Diadexia
- Diaphantania
- Diasemia
- Diasemiodes
- Diasemiopsis
- Diastictis
- Diathrausta
- Diathraustodes
- Diatraea
- Dichochroma
- Dichocrocis
- Dichogama
- Dichozoma
- Dicymolomia
- Didymostoma
- Dilacinia
- Dipleurinodes
- Diplopseustis
- Diploptalis
- Diploschistis
- Diptychophora
- Discothyris
- Dismidila
- Dolichobela
- Donacaula
- Donacoscaptes
- Dracaenura
- Drachma
- Drosophantis
- Duponchelia
- Duzulla
- Dysallacta
- Eclipsiodes
- Ecpyrrhorrhoe
- Ectadiosoma
- Edia
- Elbursia
- Elethyia
- Elusia
- Endographis
- Endolophia
- Endotrichella
- Ennomosia
- Enyocera
- Eoophyla
- Eoparargyractis
- Eoreuma
- Epactoctena
- Epascestria
- Ephelis
- Ephormotris
- Epichilo
- Epicorsia
- Epiecia
- Epimetasia
- Epina
- Epipagis
- Epiparbattia
- Eporidia
- Eranistis
- Ercta
- Eremanthe
- Erinothus
- Eristena
- Erpis
- Ertrica
- Eschata
- Ethiobotys
- Euchromius
- Euclasta
- Euctenospila
- Eudipleurina
- Eudonia
- Eufernaldia
- Eulepte
- Euleucinodes
- Eumaragma
- Eumorphobotys
- Eupastranaia
- Euphyciodes
- Eupoca
- Eurhythma
- Eurrhypara
- Eurrhyparodes
- Eurrhypis
- Eurytorna
- Eustenia
- Eustixia
- Evergestella
- Evergestis
- Exeristis
- Exsilirarcha
- Falx
- Fernandocrambus
- Filodes
- Fissicrambus
- Flavocrambus
- Frechinia
- Fredia
- Friedlanderia
- Fumibotys
- Furcivena
- Gadira
- Galadra
- Gargela
- Geshna
- Gesneria
- Ghesquierellana
- Gibeauxia
- Giorgia
- Glaphyria
- Glaucocharis
- Glaucodontia
- Glyphandra
- Glyphodes
- Goliathodes
- Goniopalpia
- Goniophysetis
- Goniorhynchus
- Gonocausta
- Gonodiscus
- Gononoorda
- Gonothyris
- Gynenomis
- Gypodes
- Gyros
- Hahncappsia
- Hammocallos
- Haplochytis
- Haplopediasia
- Haploplatytes
- Hednota
- Hedyleptopsis
- Heliothela
- Heliothelopsis
- Hellula
- Helonastes
- Helvibotys
- Hemiplatytes
- Hemiptocha
- Hemiscopis
- Hendecasis
- Heortia
- Heptalitha
- Hercynella
- Herpetogramma
- Heterocnephes
- Hileithia
- Hoenia
- Homophysodes
- Hoplisa
- Hoploscopa
- Hositea
- Hoterodes
- Hutuna
- Hyalea
- Hyalinarcha
- Hyalobathra
- Hyaloplaga
- Hyalorista
- Hydriris
- Hydropionea
- Hydrorybina
- Hygraula
- Hylebatis
- Hymenia
- Hymenoptychis
- Hyperectis
- Hyperlais
- Hyphercyna
- Ichthyoptila
- Idioblasta
- Incaeromene
- Iranarpia
- Irigilla
- Ischnoscopa
- Ischnurges
- Ismene
- Japonichilo
- Japonicrambus
- Jativa
- Kamptoptera
- Kerbela
- Knysna
- Krombia
- Kupea
- La
- Lampridia
- Lamprophaia
- Lamprosema
- Lancia
- Langessa
- Laniifera
- Laniipriva
- Lasiogyia
- Lathroteles
- Lativalva
- Leechia
- Leonardo
- Lepidoneura
- Lepidoplaga
- Leptosophista
- Leptosteges
- Leucargyra
- Leucinodes
- Leucochroma
- Leucochromodes
- Leucoides
- Leucophotis
- Libuna
- Limbobotys
- Lineodes
- Linosta
- Liopasia
- Lipararchis
- Lipocosma
- Lipocosmodes
- Lissophanes
- Loxmaionia
- Loxocrambus
- Loxomorpha
- Loxoneptera
- Loxophantis
- Loxostege
- Loxostegopsis
- Luma
- Lumenia
- Lygropia
- Lyndia
- Lypotigris
- Mabilleodes
- Mabra
- Macaretaera
- Macreupoca
- Macrobela
- Malaciotis
- Malageudonia
- Malgasochilo
- Malleria
- Maoricrambus
- Maracayia
- Marasmianympha
- Mardinia
- Margaretania
- Margarochroma
- Margarosticha
- Maruca
- Marwitzia
- Massepha
- Mecyna
- Mecynarcha
- Meekiaria
- Megaphysa
- Megastes
- Megatarsodes
- Melanochroa
- Meridiophila
- Meroctena
- Mesocondyla
- Mesocrambus
- Mesolia
- Mesopediasia
- Mestolobes
- Metacrambus
- Metaeuchromius
- Metasia
- Metathyrida
- Metaxmeste
- Metraeopsis
- Metrea
- Micraglossa
- Micrelephas
- Microcausta
- Microchilo
- Microcramboides
- Microcrambon
- Microcrambus
- Micromartinia
- Microphysetica
- Microtalis
- Microtheoris
- Microthyris
- Midila
- Midilambia
- Mimasarta
- Mimetebulea
- Mimophobetron
- Mimorista
- Mimudea
- Miraxis
- Miyakea
- Mojavia
- Mojaviodes
- Monocoptopera
- Monodonta
- Mukia
- Munroeodes
- Musotima
- Myelobia
- Myriostephes
- Myrmidonistis
- Nacoleiopsis
- Nagiella
- Nannobotys
- Nascia
- Nausinoe
- Neadeloides
- Nealgedonia
- Neargyractis
- Neargyria
- Neasarta
- Nechilo
- Nehydriris
- Neoanalthes
- Neobanepa
- Neocataclysta
- Neocrambus
- Neoculladia
- Neocymbopteryx
- Neodactria
- Neoepicorsia
- Neoeromene
- Neogenesis
- Neohelvibotys
- Neoleucinodes
- Neomusotima
- Neopediasia
- Neoschoenobia
- Neostege
- Nephelobotys
- Nephelolychnis
- Nephrogramma
- Neurophyseta
- Nevrina
- Nicaria
- Niphadoses
- Niphopyralis
- Niphostola
- Noctuelia
- Noctueliopsis
- Noctuelita
- Nolckenia
- Nomis
- Nomophila
- Nonazochis
- Noorda
- Noordodes
- Nosophora
- Notarcha
- Notaspis
- Nothomastix
- Notocrambus
- Novocrambus
- Nyctiplanes
- Nymphicula
- Nymphula
- Nymphuliella
- Nymphulodes
- Nymphulosis
- Obtusipalpis
- Occidentalia
- Odilla
- Odontivalvia
- Oenobotys
- Oligocentris
- Oligostigma
- Oligostigmoides
- Omiodes
- Ommatospila
- Omphisa
- Orenaia
- Orocrambus
- Oronomis
- Orphnophanes
- Orthomecyna
- Orthoraphis
- Osiriaca
- Ostrinia
- Oxyelophila
- Pachynoa
- Pagmanella
- Pagyda
- Palepicorsia
- Paliga
- Palpita
- Palpusia
- Panalipa
- Panotima
- Pantographa
- Paracataclysta
- Paracentristis
- Paracorsia
- Paracymoriza
- Parambia
- Paramecyna
- Paranacoleia
- Parancyla
- Paranomis
- Parapediasia
- Parapilocrocis
- Paraplatytes
- Parapoynx
- Paratalanta
- Paratraea
- Parbattia
- Pardomima
- Paregesta
- Parerupa
- Parotis
- Parthenodes
- Paschiodes
- Patissa
- Patissodes
- Pectinobotys
- Pediasia
- Pelaea
- Pelinopsis
- Perimeceta
- Perispasta
- Perisyntrocha
- Petrophila
- Phaedropsis
- Phanomorpha
- Phenacodes
- Phlyctaenia
- Phlyctaenomorpha
- Phostria
- Phryganomima
- Physematia
- Piletocera
- Piletosoma
- Pilocrocis
- Pimelephila
- Pitama
- Placosaris
- Plantegumia
- Platygraphis
- Platynoorda
- Platytes
- Platytesis
- Pleonectoides
- Pleuroptya
- Plumegesta
- Plumipalpia
- Pogonogenys
- Polygrammodes
- Polygrammopsis
- Polyterpnes
- Polythlipta
- Porphyronoorda
- Porphyrorhegma
- Portentomorpha
- Potamomusa
- Praeacrospila
- Praephostria
- Prionapteron
- Prionapteryx
- Prionopaltis
- Prionotalis
- Probalaenifrons
- Prochoristis
- Proconica
- Procymbopteryx
- Prodasycnemis
- Prodelophanes
- Productalius
- Prolais
- Proleucinodes
- Promacrochilo
- Pronomis
- Prooedema
- Prophantis
- Prorasea
- Prorodes
- Proschoenobius
- Protepicorsia
- Proternia
- Proteroeca
- Proteuclasta
- Proteurrhypara
- Protinopalpa
- Prototyla
- Protrigonia
- Protyparcha
- Psammobotys
- Psammotis
- Psara
- Psephis
- Pseudargyria
- Pseudebulea
- Pseudepicorsia
- Pseudlithosia
- Pseudobissetia
- Pseudocatharylla
- Pseudoclasseya
- Pseudoligostigma
- Pseudometachilo
- Pseudonoorda
- Pseudopediasia
- Pseudopolygrammodes
- Pseudopyrausta
- Pseudoschinia
- Pseudoschoenobius
- Ptiladarcha
- Ptochostola
- Ptychopseustis
- Pycnarmon
- Pygospila
- Pylartes
- Pyradena
- Pyralausta
- Pyrausta
- Pythagoraea
- Radessa
- Ramila
- Raphiptera
- Ravanoa
- Rehimena
- Rhectosemia
- Rhimphalea
- Rhimphaliodes
- Rhodocantha
- Rhynchetria
- Rodaba
- Roxita
- Rupela
- Sacculosia
- Salbiomorpha
- Samea
- Sameodes
- Sameodesma
- Sarabotys
- Sathria
- Saucrobotys
- Scaptesylodes
- Sceliodes
- Schacontia
- Schoenerupa
- Schoenobiodes
- Schoenobius
- Scirpophaga
- Scoparia
- Scybalista
- Scybalistodes
- Sebrus
- Sedenia
- Sericocrambus
- Sericophylla
- Sericoplaga
- Siga
- Sinibotys
- Sinomphisa
- Sisyracera
- Sisyrophora
- Sitochroa
- Sobanga
- Somatania
- Sparagmia
- Spoladea
- Stegea
- Stegothyris
- Stemorrhages
- Stenia
- Steniodes
- Stenocalama
- Stiphrometasia
- Strepsinoma
- Styphlolepis
- Styxon
- Sufetula
- Supercrambus
- Syllepis
- Syllepte
- Symphonia
- Symphysa
- Synclera
- Synclita
- Synclitodes
- Syngamia
- Syngamilyta
- Syngropia
- Syntonarcha
- Syrianarpia
- Tabidia
- Talanga
- Talis
- Tamsica
- Tanaobela
- Tanaophysopsis
- Tangla
- Tasenia
- Tatobotys
- Taurometopa
- Tauroscopa
- Tawhitia
- Tegostoma
- Tehama
- Temnobasis
- Tenerobotys
- Terastia
- Teratausta
- Teratauxta
- Tessema
- Tetrernia
- Tetridia
- Thalamarchis
- Thaumatopsis
- Thesaurica
- Thevitella
- Thisanotia
- Thliptoceras
- Thyridiphora
- Thyridopsis
- Thysanoidma
- Tipanaea
- Tipuliforma
- Tirsa
- Titanio
- Togabotys
- Tomissa
- Torqueola
- Tortriculladia
- Toulgoetodes
- Toxobotys
- Trichaea
- Trichophysetis
- Trichovalva
- Trigamozeucta
- Trigonobela
- Trigonoorda
- Trischistognatha
- Trithyris
- Triuncidia
- Tulla
- Tyspanodes
- Ubida
- Udea
- Udonomeiga
- Uinta
- Ulopeza
- Undulambia
- Upiga
- Uresiphita
- Usgentia
- Usingeriessa
- Uthinia
- Varpa
- Vaxi
- Vietteina
- Viettessa
- Vinculopsis
- Witlesia
- Vittabotys
- Voliba
- Xanthocrambus
- Xanthomelaena
- Xanthophysa
- Xanthostege
- Yezobotys
- Zacatecas
- Zagiridia
- Zebronia
- Zenamorpha
- Zeuzerobotys
- Zovax

## Bildgalleri

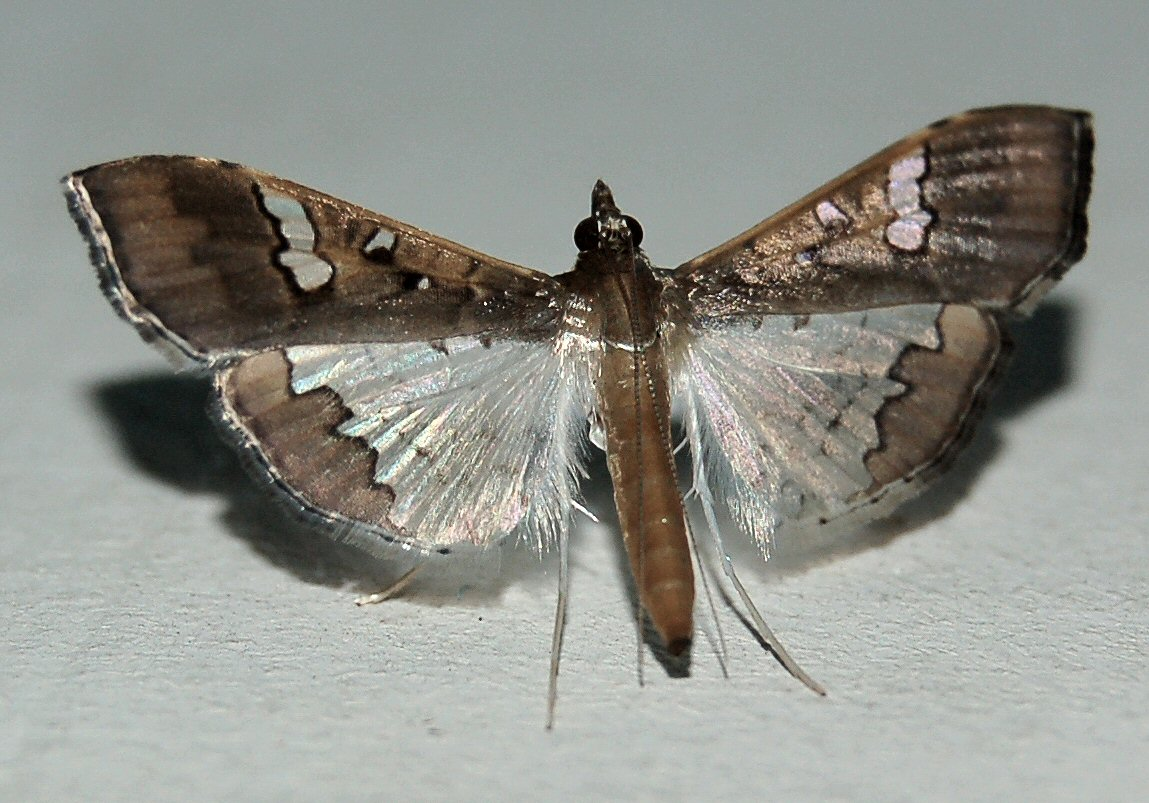
Maruca vitrata
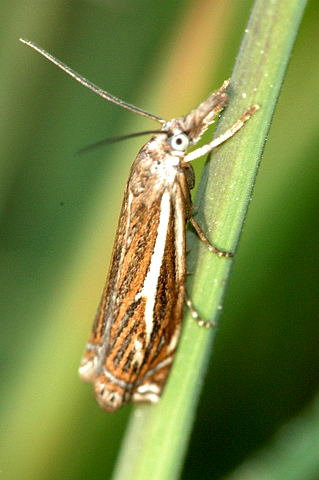
Crambus pratella
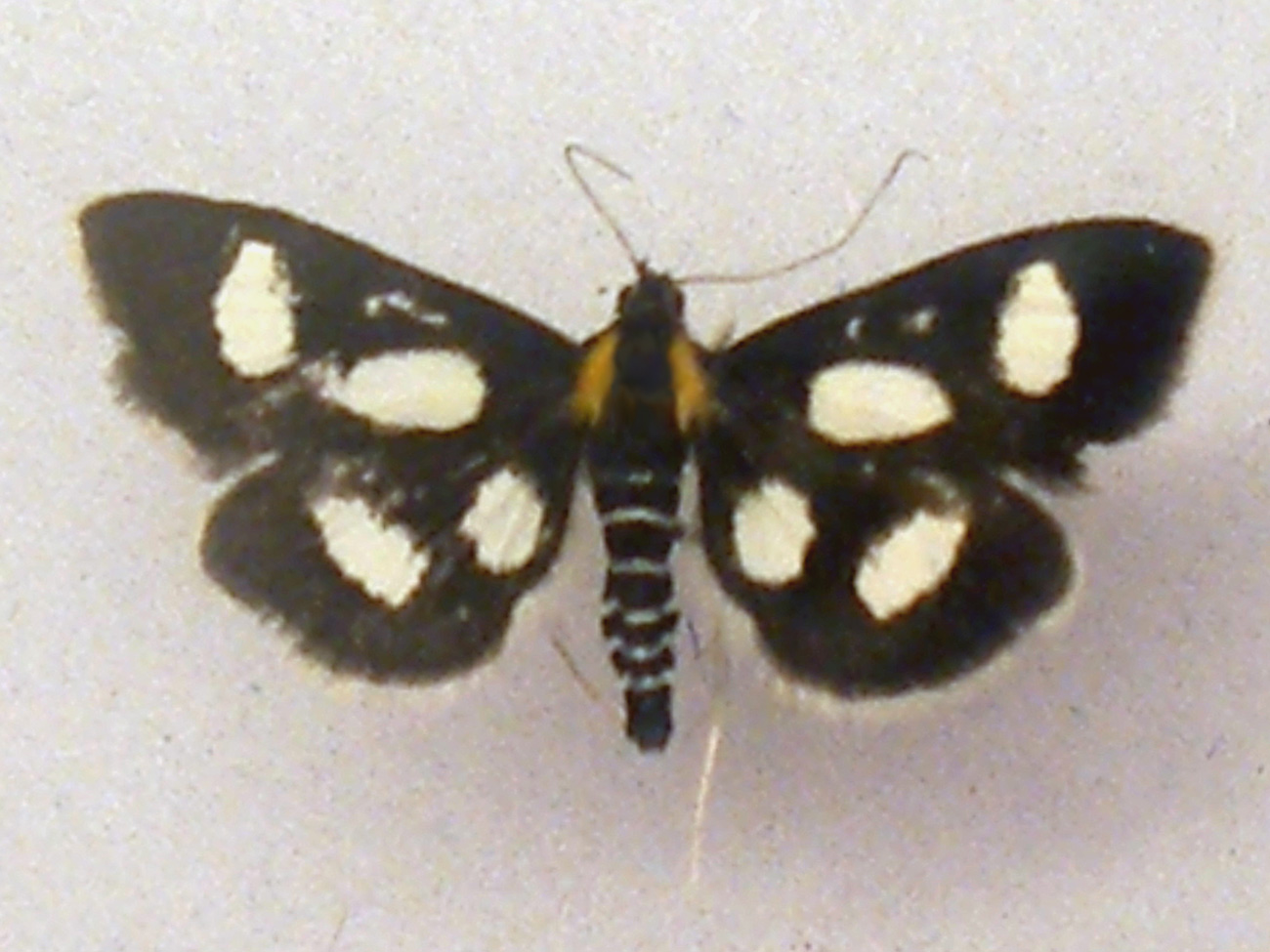
Anania funebris
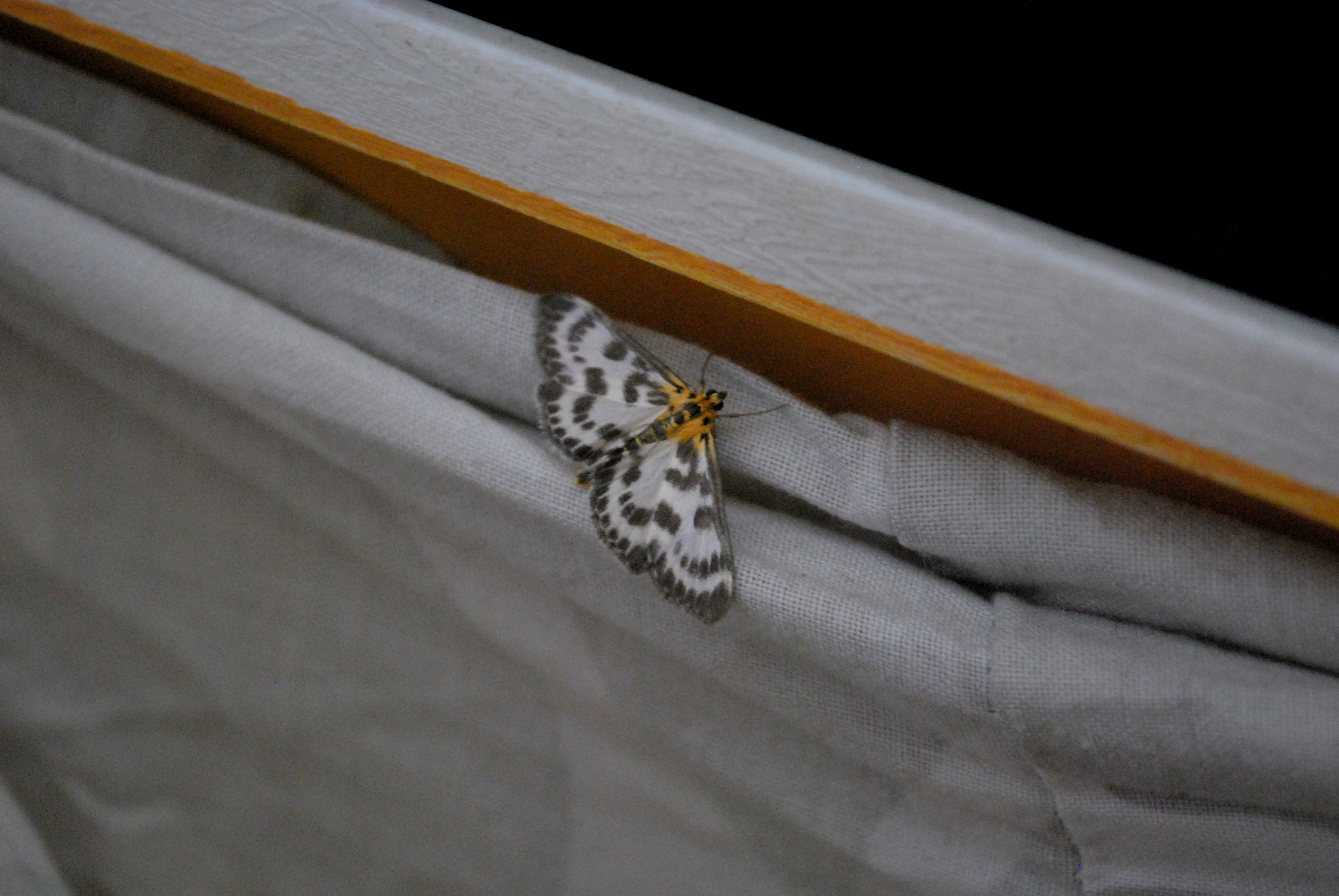
Eurrhypara hortulata
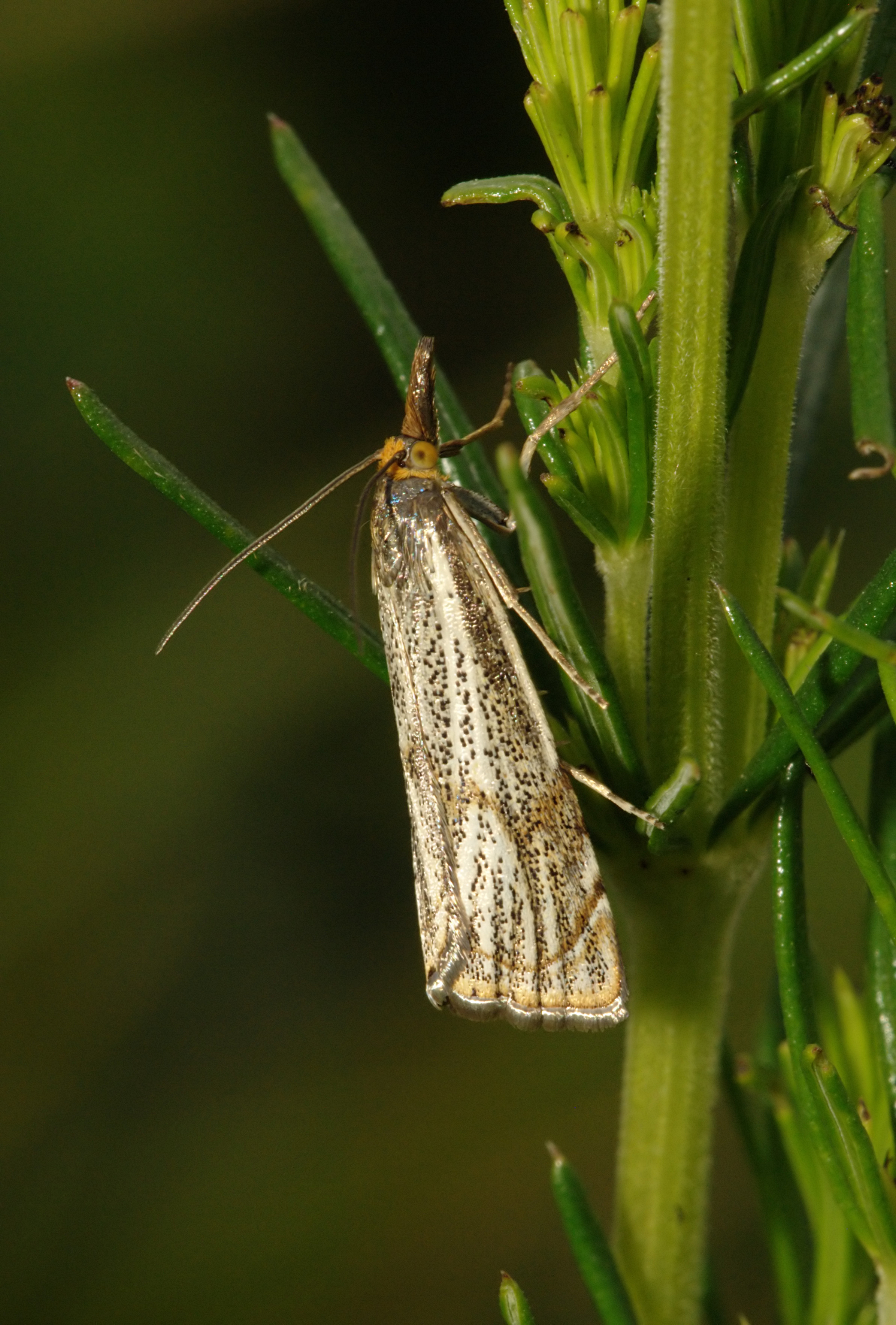
Thisanotia chrysonuchella